# Pavonia setifer
Pavonia setifer är en malvaväxtart som först beskrevs av Karel Presl, och fick sitt nu gällande namn av P.A. Fryxell. Pavonia setifer ingår i släktet påfågelsmalvor, och familjen malvaväxter. Inga underarter finns listade i Catalogue of Life.